# Frente Nacional para la Liberación (Siria)
El Frente Nacional para la Liberación (FNL) es una coalición rebelde siria que se identifica como parte de la oposición armada que lucha en la Guerra Civil Siria. Fue formado por 11 facciones rebeldes en el noroeste de Siria el 28 de mayo de 2018. La formación recibe un gran apoyo de Turquía mediante el Ejército Nacional Sirio.

## Comandantes
Inicialmente, entre el 28 de mayo y el 1 de agosto de 2018, el coronel Fadlallah al-Haji de la Legión del Sham fue nombrado comandante general del grupo, el teniente coronel Suhaib Leoush del Ejército Libre Sirio como su comandante adjunto y el comandante Muhammad Mansour del Ejército de la Victoria como su jefe de personal.
El 1 de agosto, Ahmad Sarhan ("Abu Satif") de las Brigadas Suqour al-Sham y Walid al-Mushayil ("Abu Hashim") de Jaysh al-Ahrar fueron nombrados nuevos comandantes adjuntos primero y segundo del grupo, respectivamente, mientras Walid al-Mushayil ("Abu Hashim") de Ahrar al-Sham fue nombrado jefe de personal.

## Historia
El 4 de junio de 2018, la Brigada de los Mártires del Islam , parte del Frente Nacional para la Liberación, se unió a la Legión Sham, también parte de la FNL.
El 1 de agosto, el Frente de Liberación de Siria, formado por Ahrar al-Sham y el Movimiento Nour al-Din al-Zenki en febrero de 2018, así como Jaysh al-Ahrar y el Encuentro de Damasco se unieron a la formación.
El 5 de agosto, la NFL arrestó a 45 personas acusadas de intentar reconciliarse con el gobierno sirio en al-Ghab Plain y Mount Shashabo en el campo occidental de Hama. El 13 de agosto, la campaña de represión se amplió a Maarat al-Nu'man y Ariha.
El 9 de agosto, la Legión del Sham del FNL lanzó un ataque contra una célula de Unidades de Protección Popular (UPP) en la zona sureste de Afrin, matando a 4 combatientes  y capturando armas pequeñas y municiones.
El 14 de agosto, el grupo lanzó un vídeo que mostraba el entrenamiento de sus autoproclamadas "Fuerzas SWAT de la Unidad 82". El mismo día, un grupo de alrededor de 200 combatientes formaron la Free Hayan Brigade y se unieron al Frente Nacional para "unir facciones", "luchar contra las fuerzas del régimen sirio" y evitar las luchas internas rebeldes. Al día siguiente, la Brigada Norte Libre que opera en la misma área también se unió aL FNL. El 27 de agosto, el Batallón Imam Ali se unió a la Brigada Norte Libre.